# Chorthippus flavitibias
Chorthippus flavitibias är en insektsart som beskrevs av Zheng, Z., E.-b. Ma och Xiaolin Wang 1996. Chorthippus flavitibias ingår i släktet Chorthippus och familjen gräshoppor. Inga underarter finns listade i Catalogue of Life.